# Juri Biordi
Juri Biordi (sinh ngày 1 tháng 1 năm 1995) là cầu thủ bóng đá San Marino chơi cho câu lạc bộ Cailungo, ở vị trí hậu vệ. Anh ta là người ghi bàn thắng duy nhất trong chiến thắng đầu tiên mà không được xử thắng của U-21 San Marino trước Wales vào ngày 6 tháng 9 năm 2013 trong khuôn khổ vòng loại Giải vô địch bóng đá U-21 châu Âu 2015. Điều này đồng nghĩa rằng Wales không đủ điều kiện vượt qua vòng loại và thay vào đó phải thực hiện 1 chuyến tham quan Quần đảo Baleares.